# ریچارد بندیکت
ریچارد "په‌په" بندیکت (انگلیسی: Richard "Pepe" Benedict؛ ۸ ژانویه ۱۹۲۰ – ۲۵ آوریل ۱۹۸۴) فیلم‌نامه‌نویس، کارگردان، و هنرپیشهٔ متولد ایتالیا و اهل ایالات متحده آمریکا بود. وی طی دههٔ ۱۹۴۰ تا دههٔ ۱۹۶۰ میلادی در ده‌ها برنامهٔ تلویزیونی و فیلم مشارکت داشته است
از فیلم‌ها یا برنامه‌های تلویزیونی که وی در آن نقش داشته است می‌توان به آدا اثر دنیل من، پیروزی در پرواز اثر جرج کیوکر، همراه با فرانک سیناترا و رت پک در ۱۱ یار اوشن (۱۹۶۰)، در خط آتش، پنجره، تک‌خال در حفره (۱۹۵۱) به کارگردانی بیلی وایلدر و کارگردانی یک قسمت از مجموعه تلویزیونی زورو، دو قسمت از مجموعه تلویزیونی فرشتگان چارلی، ۴ قسمت از مجموعه تلویزیونی چاپارل و تنگنا اشاره کرد.
وی در گورستان هالیوود هیلز به خاک سپرده شد. نیک بندیکت پسر اوست.